# آنچه از ایدث فینچ باقی می‌ماند
آنچه از ایدث فینچ باقی می‌ماند (انگلیسی: What Remains of Edith Finch) یک بازی ویدئویی در سبک ماجراجویی است که توسط آناپورنا اینتراکتیو و در سال ۲۰۱۷ و در پلت‌فرم‌های مایکروسافت ویندوز، پلی‌استیشن ۴، اکس‌باکس وان، و سال ۲۰۱۹ برای کنسول نینتندو سوئیچ منتشر شده‌است.